# Via respiratória
Vias respiratórias são assim denominadas as estruturas responsáveis pelo transporte do ar aos pulmões no organismo humano. Essas estruturas são anatomicamente separadas em:
- Cavidade Nasal (nasofaringe)
- Faringe
- Laringe
- Traqueia
- Brônquios
- Bronquíolos (respiratórios e terminais)
- Alvéolos

O epitélio respiratório (pseudoestratificado, ciliado, não-queratinizado) é a mucosa que reveste boa parte do trato respiratório, estendendo-se das Cavidade Nasal até os brônquios. Esse muco é responsável pela filtração, aquecimento, e humidificação do ar inspirado. A filtração é possível graças à presença de muco secretado pelas células caliciformes e dos cílios que orientam seus batimentos em direção à faringe, impedindo a entrada de partículas estranhas no pulmão; enquanto o aquecimento é garantido pela rica vascularização do tecido, principalmente nas fossas nasais.
A traqueia é formada por anéis incompletos de cartilagem em forma de "C", feixes musculares lisos, uma capa interna de epitélio respiratório, e mais externamente de tecido conjuntivo que envolve todas essas estruturas. Inferiormente se subdivide e dá origem a dois brônquios que penetram no pulmão pelo hilo do pulmão.
Os brônquios à medida que penetram no pulmão, vão sofrendo sucessivas ramificações até virarem bronquíolos terminais.

## Via administração
A via respiratória é uma via de administração de medicamentos pelo sistema respiratório, por inalação do fármaco sob a forma de gás ou em pequenas partículas líquidas ou sólidas, geradas por nebulização ou aerossóis.